# Nipalarsita
La nipalarsita és un mineral de la classe dels sulfurs. Rep el nom per la composició, que consisteix en NIquel, PAL·ladi i ARsènic.

## Característiques
La nipalarsita és un arsenur de fórmula química Ni₈Pd₃As₄. Cristal·litza en el sistema isomètric. La seva duresa a l'escala de Mohs és 4. Va ser aprovada com a espècie vàlida per l'Associació Mineralògica Internacional l'any 2018, sent publicada per primera vegada el 2019.
L'exemplar que va servir per a determinar l'espècie, el que es coneix com a material tipus, es troba conservat a les col·leccions del Museu Mineralògic Fersmann, de l'Acadèmia de Ciències de Rússia, a Moscou (Rússia), amb el número de registre: 5236/1.

## Formació i jaciments
Va ser descoberta al Borehole 1819 del dipòsit de Monchetundra, a l'óblast de Múrmansk (Rússia), on es troba en forma de grans anèdrics d'entre 5 i 80 µm. Es tracta de l'únic indret de tot el planeta on ha estat descrita aquesta espècie mineral.